# Otakar Ostrčil
Otakar Ostrčil (25. února 1879 Smíchov – 20. srpna 1935 Praha-Podolí) byl český hudební skladatel a dirigent.

## Životopis
Narodil se v rodině smíchovského lékaře Josefa Ostrčila (1843–1897) a matky Eleonory, rozené Kallabové (1848–??). Byl nejmladší ze čtyř dětí, dva bratři (Antonín a Josef) se stali lékaři jako jejich otec.
Studoval na Karlově universitě v Praze moderní filologii. Hru na klavír studoval v Praze soukromě u A. Mikše, od roku 1895 pokračoval u Zdeňka Fibicha, který jej také učil kompozici. Kompoziční začátky jsou v jeho čtrnácti letech, první skladbu pro velký orchestr napsal v osmnácti a během studentských let operu „Jan Zhořelecký“. Dirigovat začal v Akademickém pěveckém sboru, v období 1908 až 1922 dirigoval amatérské Orchestrální sdružení v Praze. Divadelní orchestr dirigoval poprvé pohostinsky v Národním divadle v roce 1906 při repríze hry Jaroslava Kvapila Sirotek. V roce 1911 pak zde pohostinsky řídil i vlastní operu Poupě.
V letech 1903–1919 byl profesorem na Československé obchodní akademii v Praze. V letech 1926–1929 učil na pražské konzervatoři  – k jeho žákům patřil např. ukrajinský skladatel Mykola Kolessa. V letech 1914–1918 vedl operu Městského divadla na Královských Vinohradech. V roce 1919 se stal dramaturgem Národního divadla, kam jej po zrušení zpěvohry na Vinohradech povolal tehdejší šéf opery Karel Kovařovic. Po jeho smrti se stal od 15. 12.1920 novým šéfem opery ND. Současně vykonával i funkci dirigenta. Zde působil až do své smrti .
Ostrčil patřil v letech 1890 až 1930 k vedoucím skladatelským osobnostem a s šéfem činohry K. H. Hilarem v letech 1920 až 1935 tvořil dvojici, která určovala uměleckou úroveň Národního divadla v Praze. Za svého působení v ND pohostinsky rovněž dirigoval ve Varšavě, Göteborgu a v Bukurešti.

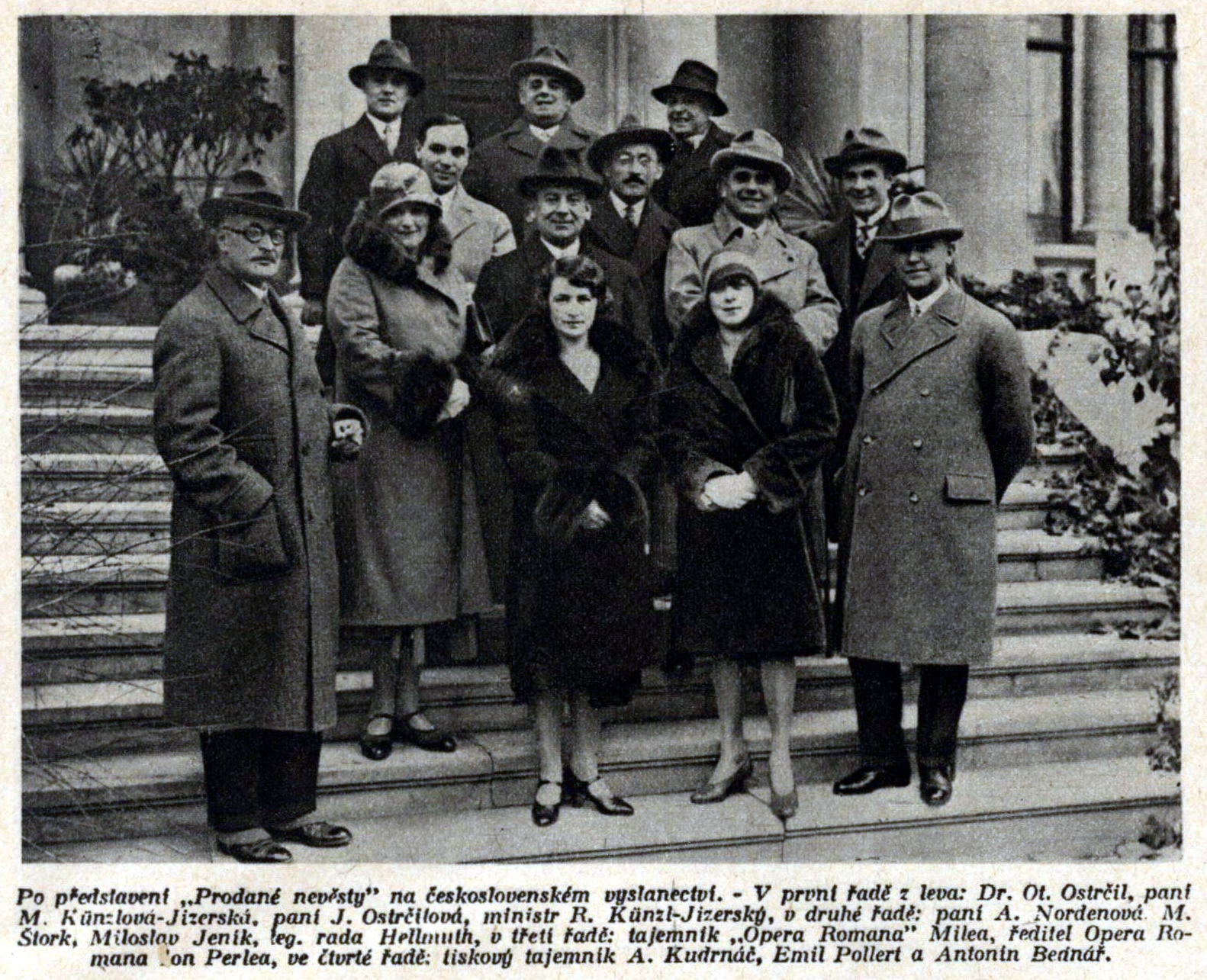
Otakar a Julie Ostrčilovi (první a třetí zleva, 1. řada), Bukurešť, 1929

Manželkou Otakara Ostrčila byla sestra spisovatele Jiřího Mařánka Julie (1892–1972). .
Věnoval se rovněž veřejné činnosti, od roku 1912 byl členem České akademie věd a umění, od roku 1919 byl předsedou Foerstrovy společnosti, kterou i spoluzakládal. V období 1924 až 1933 byl předsedou Spolku pro moderní hudbu . Pohřbem je v Praze na Vyšehradě.

## Mistrova Soběslav

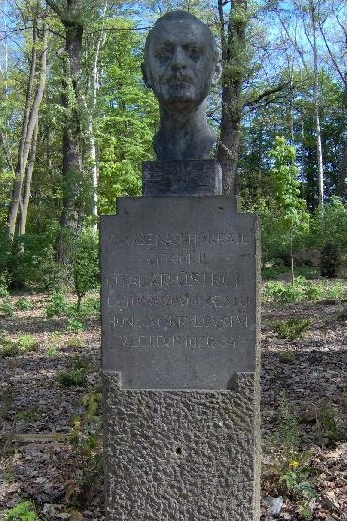
Pomníček z roku 1962 u Nového rybníka v Soběslavi

Mnoho let trávil skladatel své letní odpočinky v Soběslavi v pronajatém domě (U Černovického potoka, čp. 269). Zde zkomponoval nejen symfonickou báseň „Léto“ a „Křížovou cestu“, ale především „Honzovo království“ (premiéra r. 1934 v Brně). Také zde vznikl melodram „Skřivan“ na slova místního rodáka, básníka Miroslava Valenty. O díle „Léto“ napsal v roce 1941 v tisku předseda Ostrčilovy společnosti dr. Josef Bílek: „… ono bylo v tomto městě nejen vytvořeno, nýbrž ono bylo zdejším krajem přímo inspirováno. Kus krásy jihočeského slunce, planoucího nad hlavami zdejšího lidu se v něm odráží a spolu s tím i všecka radost a šťastná pohoda…“
Soběslavští na svého milého hosta nezapomněli – v sále „Národního domu“ se 28. června 1941 pod záštitou městské rady konal k uctění jeho památky slavnostní koncert a poblíž Nového rybníka je od června 1941 i Mistrův památník s nápisem: V KRÁSE NAŠEHO KRAJE VYTVOŘIL OTAKAR OSTRČIL – LÉTO – KŘÍŽOVOU CESTU – HONZOVO KRÁLOVSTVÍ – V LETECH 1926–34.
17. června 1962 odhalen pomník od Karly Vobišové. V roce 2009 byla busta ukradena. 21. 6. 2019 byla odhalena kopie této busty. 

## Dílo
Ostrčilova hudba vznikala zpočátku pod vlivem romantismu, především Z. Fibicha. Počátkem 20. století na něj zapůsobil také Gustav Mahler, jehož hudbu Ostrčil propagoval i jako dirigent. V pozdější tvorbě, počínaje orchestrální skladbou Impromptu op. 13 (1911), si vyvinul svůj osobitý styl bohatý na disonance.

### Opery
- Rybáři (fragment)
- Jan Zhořelecký (1898 – neprovedeno)
- Cymbelín (1899 – nedokončeno)
- Vlasty skon (1903)
- Kunálovy oči (1908). Na námět povídky Julia Zeyera.
- Poupě (1911)
- Legenda z Erinu (1920)
- Honzovo království (1934) Libreto Jiří Mařánek.

### Melodramy
- Krásné dědictví (Eliška Krásnohorská – zničeno)
- Kamenný mnich (1893 neprovedeno)
- Lilie (Karel Jaromír Erben)
- Balada o mrtvém ševci a mladé tanečnici (Karel Leger – 1904)
- Balada česká (Jan Neruda – 1905)
- Skřivan (Mir. Valenta – 1934)

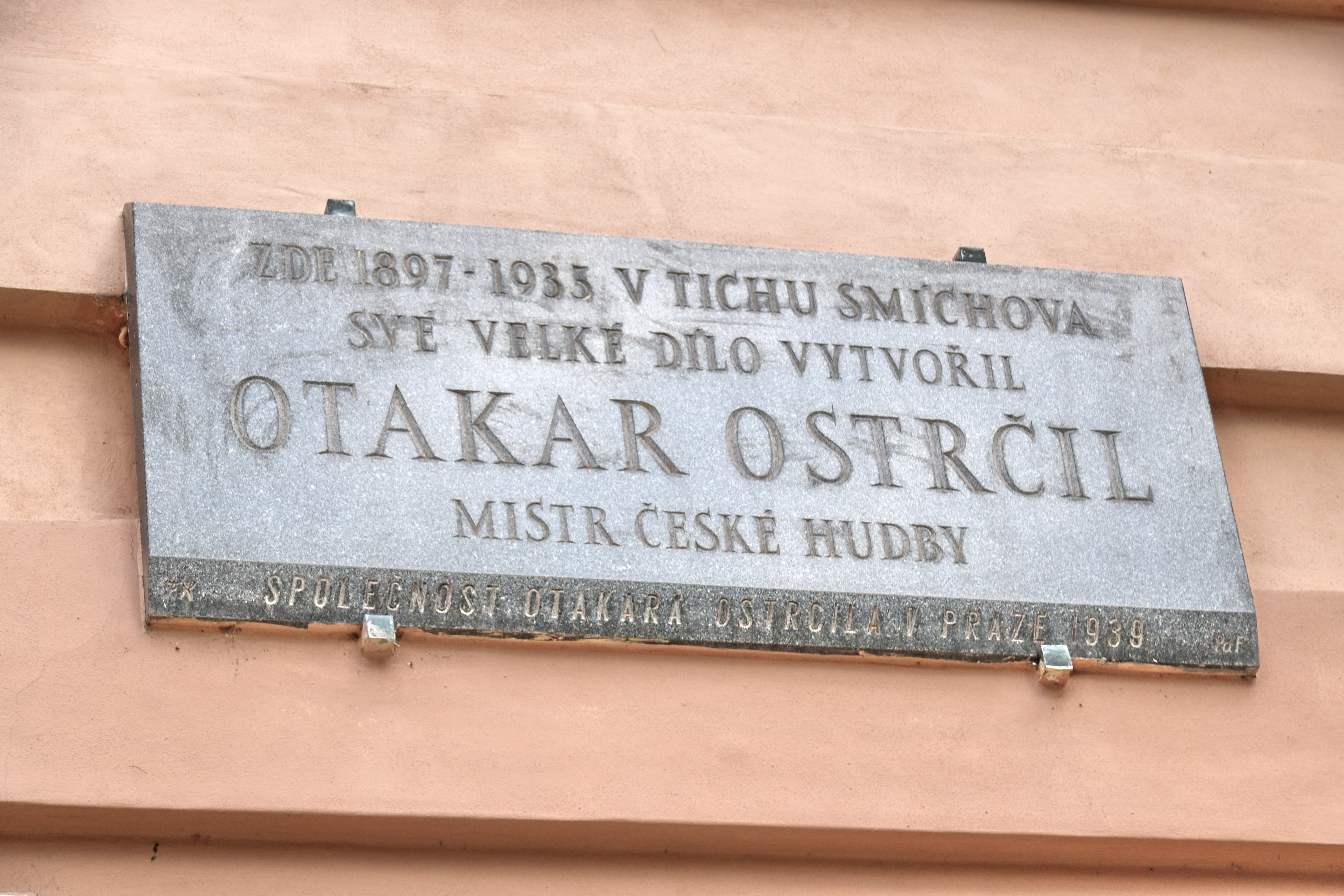
Pamětní deska na domě v Praze 5, Zborovské ulici

Z dalšího díla jsou nejvýznamnější symfonické básně, Symfonie A-Dur op. 7 (1903–1905), Sinfonietta op. 20 (1921) a symfonické variace pro orchestr Křížová cesta op. 24 (1927–1928). Pozornost zasluhují i četné písně, sbory a kantáta Legenda o sv. Zitě (1899), komponovaná k uctění narozenin Františka Ladislava Čelakovského.